# Gare de Châtillon-d'Azergues
Pour les articles homonymes, voir Gare de Châtillon.
La gare de Châtillon-d'Azergues est une gare ferroviaire française située sur la commune de Châtillon dans le département du Rhône et la région Auvergne-Rhône-Alpes.

## Situation ferroviaire

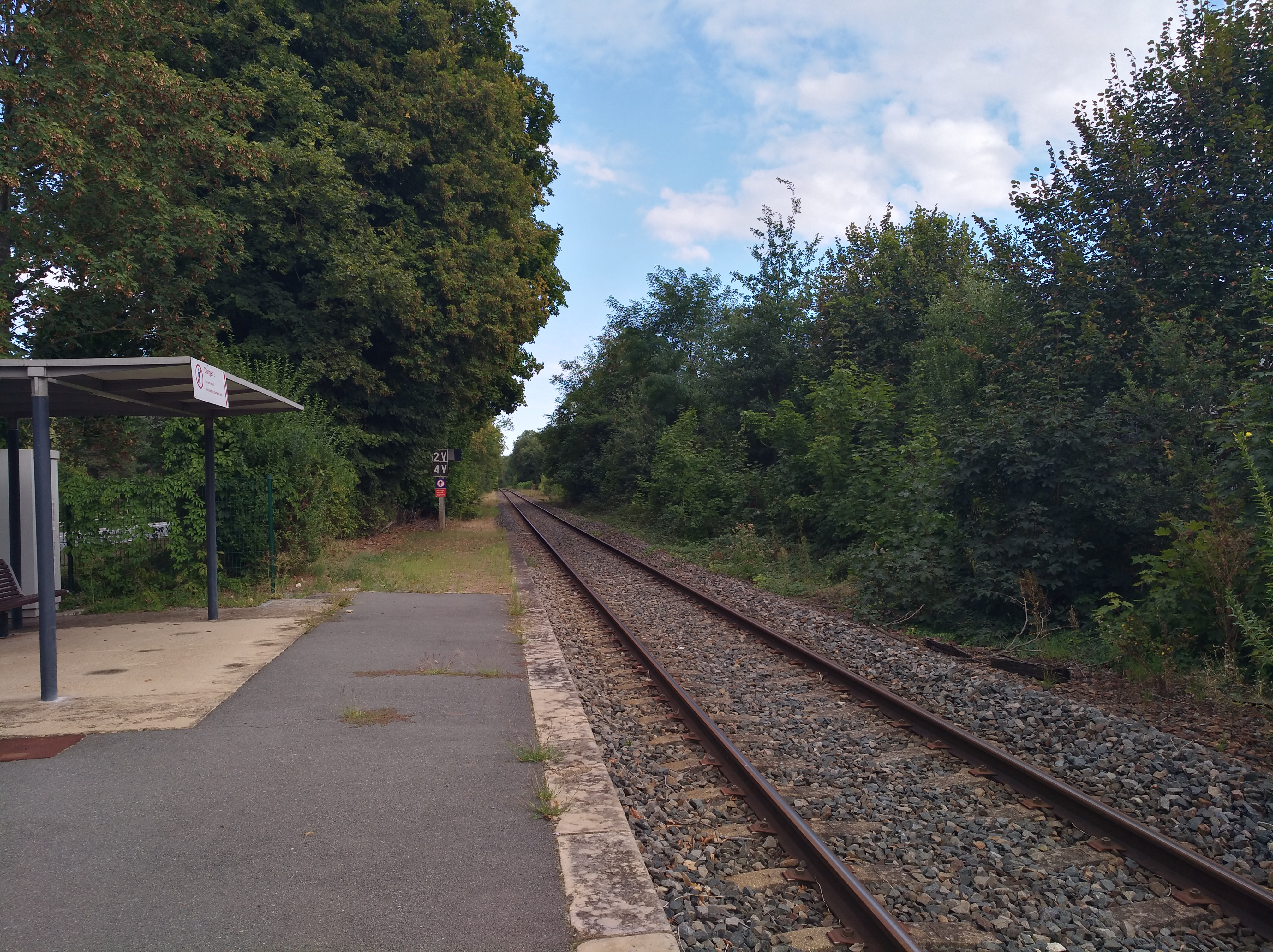
Vue du quai en direction de Lyon.

## Service des voyageurs

### Accueil
Halte SNCF, c'est un point d'arrêt non géré (PANG) à entrée libre.

### Dessertes
Châtillon-d'Azergues est desservie par des trains du réseau TER Auvergne-Rhône-Alpes (ligne Paray-le-Monial - Lyon).